# Wierzbnica (Lubusz)
Pour les articles homonymes, voir Wierzbnica.
Wierzbnica (prononciation : [vjɛʐbˈnit͡sa]) est un village polonais de la gmina de Bytom Odrzański dans le powiat de Nowa Sól de la voïvodie de Lubusz dans l'ouest de la Pologne.
Il se situe à environ 4 kilomètres au sud de Bytom Odrzański (siège de la gmina), 13 kilomètres au sud-est de Nowa Sól (siège du powiat) et 34 kilomètres au sud-est de Zielona Góra (siège de la diétine régionale).

## Histoire
Au cours du deuxième partage de la Pologne en 1793, le village est annexé par le Royaume de Prusse sous le nom de Würbitz. (voir Évolution territoriale de la Pologne)
De 1937 à 1945, sous l'Allemagne nazie, il prend le nom de Dreidorf.
Après la Seconde Guerre mondiale, avec la mise en œuvre de la ligne Oder-Neisse, le village retourne à la République populaire de Pologne.
De 1975 à 1998, le village appartenait administrativement à la voïvodie de Zielona Góra.

Depuis 1999, il appartient administrativement à la voïvodie de Lubusz